# 四川构造期
四川构造期，简称四川期，是早白垩世中期至古近纪古新世(1.35億-5千2百萬年前)之间的构造期，在此期间，在今中国及周边地区发生了四川运动或称四川事件。

## 概念的提出和演化
四川运动最早是由谭锡畴、李春昱(1948)在研究四川西部的地层时首先提出来的。因为当时地层资料不完备，地质学界后来普遍误把以白垩纪为主的构造运动与之前以侏罗纪为主的构造运动相混，认为构成了一个完整的旋回，统称为燕山运动。后来，学界逐渐认识到白垩纪的构造运动和侏罗纪的构造运动是非常不同的，因而把后者发生的时间称为早燕山期，把前者发生的时间称为晚燕山期。唐智(1979)则把晚燕山期的构造运动叫做华北运动第一幕。根据万天丰(2004)的意见，应当根据优先命名的原则，把晚燕山期重新称为四川期。

## 构造活动
在四川期，全球各大板块均显著向北移动，欧亚板块在此期间向北移动了约10个纬度，到四川期末，已经接近现代纬度。在当时尚未完全消减掉的大洋型古板块伊邪那岐板块向北扩张、移动的速度更快，因而和欧亚板块之间形成了一条长达2500千米的巨型左行走滑断层带（该断层带的北段即是著名的日本中央构造线）。因此，欧亚板块和东边的大洋板块之间由俯冲转为走滑，中国东部在燕山期大规模发生的造山运动在四川期归于休止。
与此同时，印度-澳大利亚板块的北移，使其和欧亚板块发生了碰撞；属于亲冈瓦纳构造域的冈底斯地块，此时更是碰撞到欧亚板块之上，形成班公错-怒江碰撞带，中国大陆西南方的前沿，因而从班公错-怒江一线向南推到了雅鲁藏布江一线。受这些构造活动的影响，西藏、云南和华南普遍发育了北西西-南东东向至北西-南东向的褶皱，而中国北部的构造活动相对来说比较小。
在北北东-南南西向的挤压作用下，与之垂直的北西西-南东东向发生张裂作用，在中国形成了大量的构造盆地，塔里木盆地、准噶尔盆地、松嫩盆地、渤海盆地、江汉-洞庭湖盆地等都是在这一时期形成的，东南丘陵中数以千计的中、小型红色盆地也是这一时期形成的。这些构造盆地中的绝大多数在之后的构造运动中仍保留下来，到今天在地貌上仍表现为盆地。
四川期的岩浆活动也比较剧烈，但较燕山期的规模明显减小。

## 地应力特征
四川期前期地应力的主应力方向，按今天的方向来说，在中国普遍呈北北东-南南西走向。由于此时欧亚大陆的取向已经和今天相似，这也基本是当时的主应力方向。在后期，由于冈底斯地块在班公错-怒江碰撞带与欧亚大陆拼合，主应力方向出现了顺时针旋转，最终呈北东东-南西西走向。

## 对现代地貌的影响
四川期的张裂作用形成了大大小小的盆地，而使中国（尤其东部）出现了明显的盆岭构造。李四光提出的新华夏构造体系中的第二沉降带（松嫩平原-辽河平原-渤海-华北平原-江汉平原-洞庭湖平原）就是在这时形成的。对于东南丘陵地区来说，此时形成的丘陵间嵌有红色盆地的地貌，已经和现代地貌十分相似。